# Portland (filme)
Portland é um filme dinamarquês de 1996, realizado por Niels Arden Oplev.

## Sinopse
Janus acaba de ser libertado da prisão. Imediatamente, ele e o seu irmão, o jovem delinquente Jakob, roubam um carro e encontram-se com Lasse, líder de um gangue. Lasse convida Janus a ir morar no apartamento da sua irmã (Eva) e, de seguida, dá-lhe a sua primeira missão, que consiste em ir aos projetos habitacionais locais e assustar os doentes e idosos para que estes entreguem as suas prescrições de medicamentos. Com isso, Lasse terá um bom abastecimento para vender. Os problemas começam quando Janus e Eva entram numa violenta relação.

## Elenco
- Anders W. Berthelsen… Janus
- Michael Muller… Jakob
- Ulrich Thomsen… Lasse
- Iben Hjejle… Eva
- Birthe Neumann… mãe de Jakob e Lasse
- Baard Owe… Kaj
- Edith Thrane… Sra. Eriksen
- Helle Dolleris… Irene
- Susanne Birkemose Kongsgaard… Minna
- Karsten Belsnæs… Kenneth
- Preben Raunsbjerg… Johnny

## Nomeações
Festival Internacional de Cinema de Berlim 1996 (Alemanha)
| Categoria    | Resultado |
| ------------ | --------- |
| Urso de Ouro | Indicado  |

Festival de Cinema de Estocolmo 1996 (Suécia)
| Categoria        | Resultado |
| ---------------- | --------- |
| Cavalo de Bronze | Indicado  |

Festival Internacional de Cinema de Bruxelas 1997 (Bélgica)
| Categoria          | Resultado |
| ------------------ | --------- |
| Estrela de Cristal | Indicado  |